# قضاوت درباره فراچیشکا کووسا
قضاوت دربارهٔ فراچیشکا کووسا (لهستانی: Wyrok na Franciszka Kłosa) یک فیلم درام بلند تلویزیونی به کارگردانی آندری وایدا است که در سال ۲۰۰۰ ساخته شد.

## گزیدهٔ بازیگران
- آرتور ژمیفسکی
- کشیشتف گلوبیش
- مایا کوموروفسکا
- میروسواف باکا
- گراژینا بوئنتسکا-کولسکا
- یوآنا یابوچنسکا
- زبیگنیف سوشنسکی
- آندژی خیرا
- توماش ددک
- میخاو برایتن‌والد
- ادوارد ژنتارا
- ماگدالنا واژخا
- ایوونا بیلسکا
- آنا مایخر
- گژگوش کووالچیک
- پاوئو کرولیکوفسکی
- استانیسواف یاسکوئوکا
- گژگوش ماوِتسکی
- تادئوش وویتیخ
- ووکاش گارلیتسکی
- داریا ترافانکوفسکا